# Сан Поло I (Кјети)
Сан Поло I (итал. San Polo I) је насеље у Италији у округу Кјети, региону Абруцо.
Према процени из 2011. у насељу је живело 43 становника. Насеље се налази на надморској висини од 231 м.